# Maksym Kowalow
Maksym Serhijowycz Kowalow, ukr. Максим Сергійович Ковальов (ur. 20 marca 1989 w Ałczewsku, w obwodzie ługańskim) – ukraiński piłkarz, grający na pozycji obrońcy, a wcześniej pomocnika.

## Kariera piłkarska

### Kariera klubowa
Wychowanek klubów Stal Ałczewsk i Szachtar Donieck, barwy których bronił w juniorskich mistrzostwach Ukrainy (DJuFL). Pierwszy trener Wjaczesław Francew. W 2005 rozpoczął karierę piłkarską w drugiej drużynie Szachtara Donieck. Potem występował w trzeciej drużynie Szachtara. 17 czerwca 2007 debiutował w Wyższej Lidze. W styczniu 2010 został wypożyczony do Zorii Ługańsk. W czerwcu 2011 ponownie został wypożyczony, tym razem do Illicziwca Mariupol. Po zakończeniu sezonu 2011/12 Illicziweć wykupił transfer piłkarza. Nie zagrał żadnego meczu i po zakończeniu sezonu 2012/13 opuścił mariupolski klub. Potem został wypożyczony do 21 stycznia 2015 przeszedł do Zirki Kirowohrad. 5 czerwca 2018 za obopólną zgodą kontrakt został anulowany.

### Kariera reprezentacyjna
Występował w reprezentacjach juniorskich reprezentacjach U-17 i U-19.

## Sukcesy

### Sukcesy klubowe
- wicemistrz Ukrainy: 2007